# Tony Tanti
Anthony „Tony“ Tanti (* 7. September 1963 in Toronto, Ontario) ist ein ehemaliger kanadischer Eishockeyspieler, der im Verlauf seiner aktiven Karriere zwischen 1980 und 1998 unter anderem 727 Spiele für die Chicago Black Hawks, Vancouver Canucks, Pittsburgh Penguins und Buffalo Sabres in der National Hockey League sowie 271 Spiele für die BSC Preussen in der Bundesliga und Deutschen Eishockey Liga auf der Position des linken Flügelstürmers bestritten hat. Seine größten Erfolge feierte Tanti im Trikot der kanadischen Nationalmannschaft mit dem Gewinn der Silber- und Bronzemedaille bei den Weltmeisterschaften 1985 und 1986.

## Karriere
Tanti verbrachte seine Juniorenzeit zwischen 1980 und 1983 bei den Oshawa Generals in der Ontario Hockey League. Dabei sorgte der Stürmer gleich in seiner Rookiesaison für Aufsehen, als er mit 81 Treffern einen Torrekord für Liganeulinge aufstellte und den bisherigen Rekord von Wayne Gretzky mit 70 Treffern deutlich übertraf. Mit 150 Scorerpunkten belegte er zudem den vierten Rang der Scorerwertung und war der punktbeste Spieler auf seiner Position, dem rechten Flügel. Dafür erhielt er die Jim Mahon Memorial Trophy. Außerdem wurde er ins First All-Star Team der Liga gewählt und mit dem Emms Family Award als bester Liganeuling prämiert. Sein herausragendes erstes Juniorenjahr führte schließlich dazu, dass er im NHL Entry Draft 1981 bereits an zwölfter Gesamtposition von den Chicago Black Hawks aus der National Hockey League ausgewählt wurde. In der folgenden Spielzeit bewies der Angreifer seine Qualitäten und schloss leistungsmäßig an das Vorjahr an. Er erhielt erneut die Jim Mahon Memorial Trophy und dieses Mal eine Berufung ins Second All-Star Team der Liga. Des Weiteren debütierte er im Verlauf der Saison 1981/82 für die Black Hawks in der NHL und kam dort zweimal zum Einsatz.
Nachdem Tanti das Spieljahr 1982/83 in der OHL bei den Generals begonnen hatte, wurde er im Saisonverlauf von den Black Hawks – die ihn ein weiteres Mal in der NHL eingesetzt hatten – im Tausch für Curt Fraser zu den Vancouver Canucks transferiert. Diese holten den Stürmer im Januar 1983 – umgehend nach dem erfolgten Transfer – in ihr NHL-Aufgebot. Zuvor hatte der Flügelstürmer seine Juniorenkarriere mit 364 Punkten in 166 Einsätzen beendet. Im restlichen Saisonverlauf sammelte Tanti 17 Punkte für Vancouver in 43 Einsätzen. Zur folgenden Saison hatte er sich schließlich bei den Canucks etabliert und erzielte im Saisonverlauf 45 Tore. Auch danach blieb Tanti eine feste Größe im Canucks-Aufgebot und war in den folgenden vier Jahren ein verlässlicher Torjäger, der zumeist die Marke von 40 Treffern erreichte. Mannschaftlich war das Team aber nur mäßig erfolgreich, während Tantis Zugehörigkeit zum Franchise. Ab der Spielzeit 1988/89 verschlechterte sich die Torausbeute des Angreifers deutlich, sodass sich das Team im Januar 1990 nach sieben gemeinsamen Jahren von ihm trennte. Gemeinsam mit Rod Buskas und Barry Pederson wurde er im Tausch für Dave Capuano, Andrew McBain und Dan Quinn an die Pittsburgh Penguins abgegeben.
Bei den Penguins fand Tanti lediglich für ein gutes Jahr eine neue sportliche Heimat, da er bereits im März 1991 an die Buffalo Sabres abgegeben wurde. Im Gegenzug erhielten die Penguins, die am Saisonende den Stanley Cup gewannen, Ken Priestlay. In Buffalo – wie auch schon in Pittsburgh – konnte der 28-Jährige ebenfalls nicht an seine erfolgreichen Jahre in Vancouver heranreichen, sodass sein auslaufender Vertrag im Sommer 1992 nicht verlängert wurde.
Der Kanadier entschloss sich daraufhin, seiner Karriere in Europa neuen Schwung zu verleihen und unterzeichnete einen Vertrag bei den BSC Preussen aus der Eishockey-Bundesliga. Für den deutschen Hauptstadtklub ging er zunächst zwei Jahre in der Bundesliga sowie anschließend noch vier weitere Jahre in der neu gegründeten Deutschen Eishockey Liga aufs Eis. Dabei erreichte er in jeder der sechs Spielzeiten in Deutschland mindestens 30 Scorerpunkte. Einen Titel konnte er mit den Berlinern aber nicht gewinnen. Nach der Saison 1997/98 beendete Tanti im Alter von 34 Jahren seine aktive Karriere.

### International
Für sein Heimatland stand Tanti im Juniorenbereich im Aufgebot der kanadischen U20-Auswahl bei der Junioren-Weltmeisterschaft 1983 im sowjetischen Leningrad. Dabei belegte er am Turnierende den dritten Rang mit der Mannschaft und sicherte sich die Bronzemedaille.
Sein Debüt in der kanadischen A-Nationalmannschaft gab der Angreifer bei der Weltmeisterschaft 1985 in der tschechoslowakischen Hauptstadt Prag. Dort erreichte er mit der Mannschaft den Silberrang hinter den Gastgebern. Mit sieben Scorerpunkten in zehn Einsätzen war Tanti am Medaillengewinn maßgeblich beteiligt. Genauso treffsicher zeigte er sich auch in den beiden folgenden Weltmeisterschaftsturnieren 1986 in Moskau und 1987 in Wien, als er jeweils acht Punkte erzielte. Im Jahr 1986 gewann er dabei eine weitere Bronzemedaille, während es im folgenden Jahr nur zum vierten Rang im Abschlussklassement reichte.

## Erfolge und Auszeichnungen
| - 1981 Jim Mahon Memorial Trophy - 1981 Emms Family Award - 1981 OHL First All-Star Team - 1982 Jim Mahon Memorial Trophy | - 1982 OHL Second All-Star Team - 1984 Teilnahme am NHL All-Star Game (verletzungsbedingte Absage) - 1986 Teilnahme am NHL All-Star Game |

### International
- 1983 Bronzemedaille bei der Junioren-Weltmeisterschaft
- 1985 Silbermedaille bei der Weltmeisterschaft
- 1986 Bronzemedaille bei der Weltmeisterschaft
- 1987 Zweites All-Star-Team der Weltmeisterschaft

## Karrierestatistik

### International
Vertrat Kanada bei:
- Junioren-Weltmeisterschaft 1983
- Weltmeisterschaft 1985
- Weltmeisterschaft 1986
- Weltmeisterschaft 1987

(Legende zur Spielerstatistik: Sp oder GP = absolvierte Spiele; T oder G = erzielte Tore; V oder A = erzielte Assists; Pkt oder Pts = erzielte Scorerpunkte; SM oder PIM = erhaltene Strafminuten; +/− = Plus/Minus-Bilanz; PP = erzielte Überzahltore; SH = erzielte Unterzahltore; GW = erzielte Siegtore; 1 Play-downs/Relegation; Kursiv: Statistik nicht vollständig)